# Rhodocharis
Rhodocharis is een kevergeslacht uit de familie van de boktorren (Cerambycidae). De wetenschappelijke naam van het geslacht werd voor het eerst geldig gepubliceerd in 1869 door Lacordaire.

## Soorten
Rhodocharis is monotypisch en omvat slechts de volgende soort:
- Rhodocharis anacoloides Lacordaire, 1869